# Вибе, Майк
Майк Вибе — американский музыкант, актёр и комик из Техаса. Родом из Дентона, сейчас живёт в Остине. Вибе является солистом нескольких национально известных групп из Остина, включая Drakulas, High Tension Wires и его самую давнюю группу Riverboat Gamblers, с которой он выпустил шесть альбомов с 1997 года.
С 2013 года его работы также все больше склоняются к комедии, в том числе две работы, выпущенные комедийным лейблом Stand Up! Records

## Карьера

### Музыка
Вибе известен своим энергичным стилем исполнения, который приводил к частым случайным самоповреждениям, что, в свою очередь, возвращало его культовый статус в техасском панк-роке. У него случился коллапс легкого после несчастного случая во время краудсерфинга в 2016 году. Однажды он случайно сломал газопровод, раскачиваясь на стропилах клуба в Дентоне, штат Техас, заполнив комнату горючим газом.

### Комедия
Вибе начал выступать в Stand-Up комедии в 2011 году.
Как в своей музыке, так и в комедии Вибе отдается диковинной театральности и персонажам. Вместе с комиком Эйвери Мур Вибе создал пару сатирических служителей южной молодёжной группы, Дотти и Джефферсон-Монклер МакКьюэн. Персонаж Вибе в роли солиста группы Drakulas, Savage Lord Mic, пародирует постапокалиптический стиль фильмов 1970-х годов, таких как The Warriors.
Вибе выступает в сборнике Altercation Punk Comedy Tour 2013 года Hostile Corporate Takeover, спродюсированном Stand Up! Records.
С 2019 года Вибе ведет подкаст Contrarian Court с писателем Уэйном Гладстоном, в котором гость каждой недели отстаивает другое необычное мнение, такое как «халаты — это глупо», а Гладстон и Вибе выступают в качестве адвоката противной стороны и судьи.
В 2019 году он выпустил сингл «I Can’t Die», «музыкальную тему» для комикса из Остина Райана Кауни Stand Up! Records альбом «I Can’t Die».
Вибе был одним из организаторов церемонии вручения наград Austin Music Industry Awards 2020.

### Действие
Вибе учился в колледже в Санта-Фе (штат Нью-Мексико) и работал актёром в Нью-Мексико и Техасе, прежде чем сосредоточиться на музыке. Его фильмы включают малобюджетную инди-пародию на супергероев 2001 года «Корнман: американский овощной герой» и сатиру о женщинах-заключенных 2003 года «Тюрьма-вперед-вперед!», которую он также написал в соавторстве с режиссёром Бараком Эпштейном. Он также снялся в нескольких короткометражных фильмах.

## Дискография
- «I Can’t Die» b/w «Misspent Youth» flexi-disc single (Stand Up! Records, 2019)
- J.T. Habersaat and the Altercation Punk Comedy Tour (Joe Staats, Mack Lindsay, Billy Milano, and Mike Wiebe), Hostile Corporate Takeover (Stand Up! Records, 2013)